# Natusha
Pour les articles homonymes, voir Díaz et Rodríguez.
 (août 2018).
Natusha, de son vrai nom Nathalie Díaz Rodríguez, née à Issy-les-Moulineaux le 10 mars 1966, est une chanteuse franco-venezuelienne de musique tropicale, techno-merengue et lambada, connue surtout au Venezuela.

## Biographie
Natusha, fille d'une mère portugaise et de père espagnol, est née à Issy-les-Moulineaux, en banlieue de Paris, le 10 mars 1966. Elle y a vécu jusqu'à l'âge de 15 ans, puis a vécu au Portugal pendant deux ans, avant de s'installer à Rio de Janeiro au Brésil, où elle a puisé son inspiration dans le monde de la musique des Caraïbes, après son premier contact avec la bossa et d'autres genres typiques du pays. Elle fut ensuite approchée par Luis Alva, un producteur péruvien basé au Venezuela, qui l'a lancé avec succès en décembre 1990 avec le groupe Kondor Band. 
Sa carrière de chanteuse a commencé très tôt : à dix ans, elle avait déjà son propre groupe, elle était formée en piano, en chant et avait effectué des études de musique. Au Brésil elle se sent un grand attrait pour les rythmes latino-Caraïbes, qu'elle commence à étudier. Plus tard, elle émigra au Venezuela avec ses parents, à Puerto Ordaz, où elle fit ses débuts sur des rythmes tropicaux dansants comme la lambada, la salsa et la tecnomerengue.
Son premier album a été produit par Luis Alva, qui a aussi produit pour d'autres artistes tels que The Ghosts of the Caribbean, Liz de The Melodic, Miguel Moly, Pecos Kanvas, entre autres, et Roberto Antonio, qui a participé à la chanson thème du duo Dommage que j'ai. Son nom de scène Nathusha est une variante de son vrai nom, Nathalie. Après ce succès, Natusha devient indépendante et travaille avec Enrigue Jesus Gonzalez et d'autres producteurs de label de musique EMI Rødven (maintenant EMI MUSIC du Venezuela). Natusha parle anglais, portugais, italien, français et espagnol. Elle est connue comme La Reina de la Rubia lambada techno.
Natusha est musicalement en concurrence avec d'autres artistes du genre tropical, comme Liza M, Vico C, Fransheska, le groupe Rana et même avec le groupe lambada brésilien, Kaoma, qui a également marqué une ère de succès lors de ses débuts.

## Discographie
| Année de publication | Titre                 | Discographie | Thème |
| -------------------- | --------------------- | ------------ | --- |
| 1990                 | Natusha & Kondor Band | EMI Latin    | El La Engañó / Sombras / Sei Sei Sei / Sin Ti / Princesa Del Sol / Rumba Lambada / Gira Gira / Tengo Ganas De Llorar / Camino Del Puente Viejo / Buscando Olvido / Urubamba, Rio Sagrado.                                                                      |
| 1991                 | Enamorada             | EMI Latin    | Tu La Tienes Que Pagar / Lento/ Cuántos Besos / Ay, Ay, Ay Corazón / Una Pena Tengo Yo / Enamorada Estoy / Amor Del Mío / Que Nos Dejen En Paz/ El Ca maleón.                                                                                                  |
| 1992                 | Re-Mix I              | EMI Rodven   | Así Así / Que Nos Dejen En Paz / Una Pena Tengo Yo / Dame Un Besito / Tu La Tienes Que Pagar / El Meneito. |
| 1993                 | Natusha               | EMI Rodven   | Qué Pena / Cóseme Los Pantalones / No Me Quieras Tanto / Vuelve / Qué Has Hecho Conmigo / Mentira Tras Mentira / Me Late El Corazón / No Hubo Tiempo / Ay Corazón / La Espinita / Dame Acá Mi Corazón / Paso Afrodisiaco.                                      |
| 1994                 | Re-Mix II             | EMI Rodven   | El Higueron / Cóseme Los Pantalones / Que Pena / Moviendo Tu Cintura / Ay Corazón / Super Mix. |
| 1995                 | Sol y Luna            | EMI Rodven   | Sal Y Agua / Rompe El Hielo / Sin Fe / Ya No Me Pidas Volver / Chica Natural / No Puedo Estar Sin Ti / Respect / Si Me Quisieras / Che Ché Colé / No Quiero Ser Sexy / Moviendo La Cintura.                                                                    |
| 1996                 | Natusha En Concierto  | EMI Rodven   | Che Che Cole - Así Así / Sei Sei Sei - El La Engaño - Rumba Lamabada / Que Pena / Como La Lluvia / La Engañada / Dame Un Besito / Me Late El Corazón/ Camaleón / La Mentira / Amigos / Coseme Los Pantalones / Dance Whit Me Tonigth / Tu La Tienes Que Pagar. |